# Elim (Bibbia)

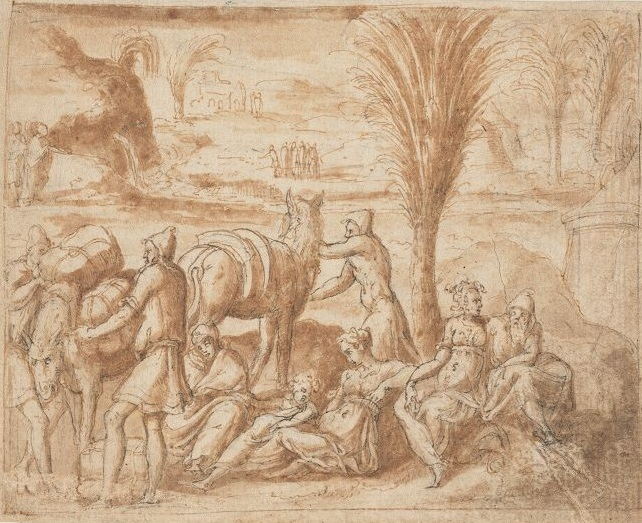
Accampamento degli israeliti ad Elim, by Bernard Salomon, c. 1550

Elim (in ebraico אֵילִם‎?), secondo la Bibbia ebraica, fu uno dei luoghi in cui si accamparono gli Israeliti dopo l'Esodo dall'Egitto. In Esodo 15.27 e Numeri 33.9 si racconta che in quel luogo "c'erano dodici pozzi d'acqua e settanta palme da datteri" e che gli israeliti "si accamparono lì vicino alle acque".
Dalle informazioni che possono essere ricavate da Esodo 15.23, Esodo 16.1 e Numeri 33.9-11, Elim è descritto tra Marah e deserto di Sin, vicino alla riva orientale del Mar Rosso. Probabilmente era a sud del punto di incrocio degli israeliti, e ad ovest del deserto di Sin. Pertanto, si ritiene che Elim sia stato localizzato nel Uadi Gharandel, un'oasi a 160 chilometri a sud-est di Suez. In alternativa, può essere identificato con Uadi Hammamat e il porto del Nuovo Regno, Al-Qusayr.
Il professor Menashe Har-El dell'Università di Tel Aviv (1968) ha proposto Elim potesse essere "Ayun Musa" le sorgenti/pozzi di Mosè." Notò che nel 1907 il geologo Thomas Barron aveva osservato che in questo sito erano presenti 12 sorgenti insieme alle palme. Il professor James K. Hoffmeier non è d'accordo sulla base del fatto che è troppo vicino al sito precedente (12 chilometri) e richiederebbe che i quattro siti successivi (utilizzando l'itinerario dei Numeri) fossero stati compressi in soli 38 chilometri.
Il libro dell'Esodo riporta anche che gli israeliti lasciarono Elim due mesi e mezzo dopo aver lasciato l'Egitto (Esodo 16:1), dirigendosi verso il Monte Sinai attraverso il deserto di Sin.
Esiste la possibilità che il nome "Elim" derivi da una radice semitica che significa "dei", ma questo non può essere ulteriormente comprovato (si veda El).